# Arthur Langerman Foundation
Die Arthur Langerman Archive for the Study of Visual Antisemitism Foundation (Arthur Langerman Foundation, kurz: ALF) ist eine gemeinnützige, nicht rechtsfähige Stiftung, die in treuhändischer Verwaltung der Technischen Universität Berlin steht und ihren Sitz am Zentrum für Antisemitismusforschung in Berlin hat. Sie wurde im März 2019 gegründet und nach ihrem Stifter Arthur Langerman benannt, dessen humanistisch-aufklärerischen Idealen sie verpflichtet ist. Das Stiftungsvermögen besteht aus der weltweit größten Privatsammlung antisemitischer Darstellungen, die für Forschung, Bildungsarbeit und Ausstellungen zugänglich gemacht werden soll. Damit fördert die Arthur Langerman Foundation die wissenschaftliche und pädagogische Auseinandersetzung mit visuellem Antisemitismus.

## Geschichte
Die Geschichte der Arthur Langerman Foundation ist eng mit der Biografie ihres Stifters und dessen Privatsammlung visueller antisemitischer Artefakte verbunden. Der belgische Holocaust-Überlebende Arthur Langerman hat in knapp 60 Jahren auf Flohmärkten, Messen, Auktionen und im Internet eine einmalige Kollektion mit aktuell rund 8100 visuellen Antisemitika unterschiedlichster Art und Provenienz zusammengetragen (Stand: November 2020). Die Sammlung umfasst „über 3500 Postkarten, über 1000 handgezeichnete Skizzen, mehrere Hundert Plakate, Flugblätter und Flugschriften, etliche illustrierte Bücher, Zeitungen und Zeitschriften sowie eine Vielzahl von Gemälden, Stichen und Zeichnungen. Damit ist die Sammlung Langerman die vermutlich größte Sammlung antisemitischer Bilder weltweit. Hinzu kommen – in geringerem Umfang – judenfeindliche Skulpturen, Nippesfiguren und Alltagsgegenstände wie Spazierstöcke, Tabakpfeifen, Geschirr oder Krüge.“ Die Sammlung zeichnet sich neben ihrem Umfang und ihrer medialen Vielfältigkeit insbesondere durch ihre breite regionale und zeitliche Fächerung aus. Sie enthält visuelle Antisemitika aus beinahe allen europäischen Ländern, den USA, dem Iran und Nordafrika, die sich auf den Zeitraum vom 17. bis zum 21. Jahrhundert datieren lassen.
Nachdem Arthur Langerman lange Zeit in erster Linie für sich selbst gesammelt hatte, reifte in ihm im Laufe der 2010er-Jahre angesichts der Zunahme antisemitischer Äußerungen und Vorfälle der Entschluss, dass seine Sammlung aktiv genutzt werden sollte, um über die Gefahren von Antisemitismus aufklären und seinem Wiedererstarken entgegenzuwirken. Dem deutschen Historiker und wissenschaftlichen Berater Langermans, Carl-Eric Linsler, gelang es, das Zentrum für Antisemitismusforschung (ZfA) der Technischen Universität Berlin zu überzeugen, einen neuen Forschungsfokus auf das Phänomen des visuellen Antisemitismus zu legen. Im Oktober 2017 wurde auf einer Pressekonferenz der TU Berlin die Zusammenarbeit zwischen Arthur Langerman und dem ZfA offiziell verkündet. Bei diesem Anlass äußerte Langerman, dass er bereit sei, seine Sammlung gänzlich der TU Berlin zu stiften, sofern diese einen geeigneten Raum bereitstellen würde.
Am 20. März 2019 verkündeten Arthur Langerman, Berlins Regierender Bürgermeister Michael Müller, TU-Präsident Christian Thomsen sowie die Direktorin des Zentrums für Antisemitismusforschung Stefanie Schüler-Springorum und ihr Stellvertreter Uffa Jensen im Rahmen eines Festakts in der TU Berlin die Sammlungsübergabe an das ZfA und die Gründung der Arthur Langerman Foundation. Die Stiftungsgründung ging maßgeblich auf das Engagement Carl-Eric Linslers zurück, der die Bedingungen bezüglich Konservierung, Erforschung und pädagogischer Nutzbarmachung der Sammlung Langerman formulierte und sich für die Einrichtung organisatorischer und personeller Strukturen einsetzte, die vonseiten der TU Berlin sowie des Landes Berlin zugesichert wurden. Unterstützt wurde die Stiftungsgründung unter anderem durch Michel Müller, Bundesaußenminister Heiko Maas, den Berliner Staatssekretär für Wissenschaft und Forschung, Steffen Krach, die Berliner Staatssekretärin für bürgerschaftliches Engagement und Internationales, Sawsan Chebli und den Antisemitismus-Beauftragten der Bundesrepublik Deutschland, Felix Klein. Mit dem Umzug seiner Sammlung nach Berlin formulierte Arthur Langerman konkrete Hoffnungen: „Berlin war für mich die logische Wahl. Die Sammlung kehrt damit zurück zum Ursprung des Übels. Gleichzeitig ist Deutschland für mich das einzige Land in Europa, das sich seiner Geschichte gestellt und seine Lehren daraus gezogen hat. Ich verbinde eine große Hoffnung damit: Deutschland und Berlin müssen Pioniere sein im Kampf gegen den Antisemitismus und für die Demokratie!“

## Stiftungszweck und programmatische Ausrichtung
Um den zentralen Stiftungszweck – die Sammlung Langerman bestmöglich zu erhalten, zu erforschen und praktisch nutzbar zu machen – zu erfüllen, hat die Arthur Langerman Foundation am Zentrum für Antisemitismusforschung der Technischen Universität Berlin das „Arthur Langerman Archiv für die Erforschung des visuellen Antisemitismus“ (ALAVA) eingerichtet. Das Archiv soll die Sammlung Langerman in den kommenden Jahren für die internationale Forschung und Bildungsarbeit zugänglich machen sowie eigene Forschungsprojekte zur Geschichte des visuellen Antisemitismus konzipieren. „Die Gründung der Stiftung markiert zudem den Beginn einer kontinuierlichen Sammlungstätigkeit, deren Ziel es ist, Materialien über den visuellen Antisemitismus in Vergangenheit und Gegenwart für die zukünftige Forschung und Lehre nutzbar zu machen.“
Ein zentrales Anliegen der Stiftung ist es außerdem, Teile der Sammlung regelmäßig und an wechselnden Orten auszustellen, um über die Geschichte und die Gefahren des Antisemitismus aufzuklären. Um dies zu ermöglichen, können die „Materialien […] für Ausstellungszwecke entliehen werden“, zudem soll „ALAVA […] auch eigene Ausstellungen konzipieren“. Des Weiteren sollen die Archivbestände im Rahmen von pädagogischen Projekten zu Bildungs-, Aufklärungs- und Präventionszwecken genutzt werden. Dabei sollen das Erkennen visueller Stereotypen geschult und ihre Dekonstruktion erlernt werden.
Die Stiftung wird finanziert durch das Land Berlin, die TU Berlin sowie durch Spenden. Ihr Kuratorium entscheidet über die strategische Ausrichtung von ALAVA und die Verwendung der finanziellen Mittel. Laut dem Kuratoriumsvorsitzenden Paul Nemitz sollen „die bestmögliche Erforschung, pädagogische Nutzung und Erweiterung der Sammlung Langerman […] sowohl durch Anwendung bewährter wissenschaftlicher Methoden als auch durch Einbeziehung innovativer Konzepte und Herangehensweisen gewährleistet werden. Zu diesem Zweck strebt die Arthur Langerman Foundation explizit nach Kooperationen mit privaten und öffentlichen Akteuren im analogen wie im digitalen Bereich.“

## Publikationen
- Angelika Königseder/Carl-Eric Linsler/Philippe Pierret (Hrsg.): Arthur Langerman – Mensch de l’année 2020. Dokumentation der Preisverleihung und Katalog zur Begleitausstellung „Von Giftfedern und Hassbildern. Auszüge aus einer ungewöhnlichen Sammlung“ (13. September 2020 – 20. Juni 2021, Centre Communautaire Laïc Juif, Brüssel) [in deutscher, englischer und französischer Sprache], Berlin 2022.
- Arthur Langerman Foundation, Gründungsfestakt der Arthur Langerman Foundation im März 2019. Dokumentation der Vorträge und der begleitenden Ausstellung, Berlin 2020.